# Notolabrus gymnogenis

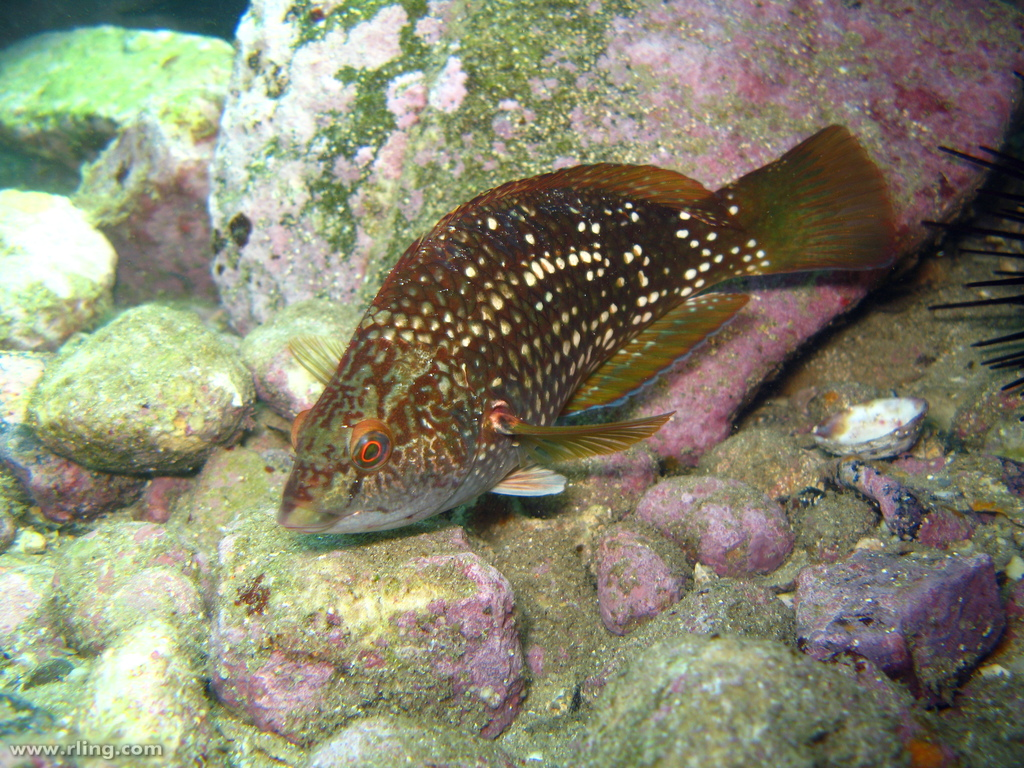
Exemplar femella fotografiada a Nova Gal·les del Sud (Austràlia)

 Notolabrus gymnogenis és una espècie de peix de la família dels làbrids i de l'ordre dels perciformes que es troba a Austràlia (sud de Queensland i Nova Gal·les del Sud).
Els mascles poden assolir els 23 cm de longitud total.